# Jaciara
Jaciara es un municipio brasilero del estado de Mato Grosso. Se localiza a una latitud 15º57'55" sur y a una longitud 54º58'06" oeste, estando a una altitud de 367 metros. Su población estimada en 2005 era de 26.930 habitantes. Es la principal ciudad de la Región del Valle del Río Son Lourenço.

## Historia
La región donde Jaciara está localizada ya estaba habitada desde hacía muchos años, según muestran las inscripciones rupestres, encontradas en grutas del municipio. También por allí ya habitaban indios Bororós, que oficialmente forman la primera presencia humana nativa de la región.
En 1877 llegaron los primeros colonizadores, que de forma lenta y desordenada colonizaron la región, que permanece así hasta 1947 - 70 años después.
Fue después de 1947, cuando algunos empresarios de la época, adquirieron algunas tierras del Gobierno, con el compromiso de utilizarlas para la colonización. Así surge la CIPA - Colonizadora Industrial, Pastoril y Agrícola Ltda.
Los primeros colonos llegaron dos años más tarde, en 1949, cuando fueron plantados los primeros cambios. Y luego fueron llegando otros colonos, formando varios núcleos colonizadores.
En 1950, es elaborado el proyecto de urbanización de la futura ciudad de Jaciara.
En 1953 es creado el distrito de Jaciara, perteneciente al municipio de Cuiabá y en 1958 el entonces Gobernador Juán Ponce de Arruda, sanciona la Ley n.º 1.188, creando el Municipio de Jaciara.
El nombre Jaciara fue extraído de la obra del escritor Humberto de Campos, encontrada en la Leyenda de la India Jaciara, a Señora de la Lua, en el texto Vitória Régia. El nombre tiene origen Tupi-Guarani.